# Tadeusz Wiśniewski (piłkarz)
Tadeusz Wiśniewski (ur. 3 stycznia 1960 w Bydgoszczy) – polski piłkarz, grający na pozycji obrońcy.

## Kariera
Jest wychowankiem Zawiszy Bydgoszcz. W seniorskiej kadrze tego klubu zadebiutował 1 listopada 1977 roku w meczu Zawiszy z Polonią Bytom. W 1979 roku zajął z reprezentacją Polski czwarte miejsce na mistrzostwach świata U-20. W 1980 roku został piłkarzem Lecha Poznań. W sezonie 1981/1982 zdobył z tym klubem Puchar Polski, a sezon później został mistrzem kraju. W sezonie 1983/1984 zdobył mistrzostwo oraz Puchar Polski. W 1984 roku przeszedł do Zagłębia Lubin. Na początku roku 1988 został zawodnikiem Piasta Nowa Ruda, a pół roku później przeszedł do Chrobrego Głogów, gdzie zakończył karierę w 1989 roku.

## Statystyki ligowe
| Sezon         | Klub              | Liga     | Mecze | Gole |
| ------------- | ----------------- | -------- | ----- | ---- |
| 1977/1978     | Zawisza Bydgoszcz | I liga   | ?     | ?    |
| 1978/1979     | Zawisza Bydgoszcz | II liga  | ?     | ?    |
| 1979/1980     | Zawisza Bydgoszcz | I liga   | 4     | 0    |
| 1980/1981     | Lech Poznań       | I liga   | 7     | 0    |
| 1981/1982     | Lech Poznań       | I liga   | 13    | 1    |
| 1982/1983     | Lech Poznań       | I liga   | 1     | 0    |
| 1983/1984     | Lech Poznań       | I liga   | 1     | 0    |
| 1984/1985     | Zagłębie Lubin    | II liga  | ?     | ?    |
| 1985/1986     | Zagłębie Lubin    | I liga   | 5     | 0    |
| 1986/1987     | Zagłębie Lubin    | I liga   | 1     | 0    |
| 1987/1988 (j) | Zagłębie Lubin    | I liga   | 0     | 0    |
| 1987/1988 (w) | Piast Nowa Ruda   | II liga  | ?     | ?    |
| 1988/1989     | Chrobry Głogów    | III liga | ?     | ?    |